# Halcampa chrysanthellum
Halcampa chrysanthellum is een zeeanemonensoort uit de familie Halcampidae. Halcampa chrysanthellum werd in 1847 voor het eerst wetenschappelijk beschreven door Peach in Johnston .

## Beschrijving
Deze gravende zeeanemoon heeft een zeer langwerpige, wormachtige zuil met een ronde voet die opgeblazen en bolvormig kan zijn. Het onderste deel van de kolom heeft microscopisch kleine klevende papillen waaraan gewoonlijk talrijke zandkorrels hechten. De tentakels zijn kort, 12 in aantal. Lengte van de kolom is maximaal 70 mm, diameter tot 5 mm. De kolom is wit, bleekgeel of roze, in de lengte gestreept met afwisselend ondoorzichtige en doorschijnende lijnen. De schijf heeft meestal een patroon met crème, roodachtig en bruin, maar kan geel, wit of bleekgeel zijn, met of zonder patroon.

## Verspreiding
Halcampa chrysanthellum kan gevonden worden bij de kusten van noordwest Frankrijk rond en naar de Middellandse Zee, alsmede op locaties aan de meeste kusten van Groot-Brittannië en Ierland. Deze soort graaft zich in modder, zand of grind van de lage kust tot ongeveer 100 meter uit de kust, vaak in de buurt van zeegrasbedden (Zostera marina). Het wordt af en toe gevonden onder stenen.